# 亞歷山大四世 (馬其頓)
亚歷山大四世（前323年—前309年）是馬其頓王國亞歷山大大帝與巴克特里亞貴族羅克珊娜所生的兒子，阿吉德王朝最後一任國王。

## 出生
因亞歷山大死時（前323年）羅克珊娜正在懷孕，遺腹子嬰兒的性別仍然未知，馬其頓軍隊對繼承次序意見出現分歧。步兵派支持由嬰兒的伯父腓力：一個既有癲癇症又心智不正常的人當國王，右輔大臣格勞西亞斯及夥友騎兵司令佩爾狄卡斯是騎兵派首領，他們主張要等嬰兒生下來再說，希望羅克珊娜生下來的會是個男嬰。各派系於是妥協，決定由佩爾狄卡斯暫時擔任攝政王而腓力為名義上而無實權的國王，若羅克珊娜生下的是個男嬰，該男嬰將生而為王。亞歷山大四世在前323年八月出生。

## 攝政
前320年，佩爾狄卡斯在領兵攻打埃及失敗後，被自己的將領暗殺。安提帕特在特里帕拉迪蘇分封協議中被任命為新攝政王。他不再把帝國中樞置於亞洲而是回到歐洲，他帶羅克珊娜和兩位國王回到馬其頓，讓各省督統治埃及和亞洲各行省。前319年安提帕特死前，他讓老將波利伯孔而非自己的兒子卡山德繼承攝政王位。

## 內戰
卡山德聯同托勒密一世、安提柯一世及國王腓力三世極有野心的王后歐律狄刻一起向新攝政王宣戰。而波利伯孔則與歐邁尼斯及奧林匹亞絲聯手。
前318年，安提柯摧毀了波利伯孔的艦隊，馬其頓落入卡山德手中，波利伯孔被逼帶着羅克珊娜及小亞歷山大逃往伊庇魯斯。數月後，奧林匹亞絲說服她的親戚摩羅西亞國王埃阿喀得斯與波利伯孔一起進攻馬其頓。當奧林匹亞絲來到戰場上，歐律狄刻的軍隊拒絕與亞歷山大的母親作戰因而背叛了歐律狄刻。之後，波利伯孔重奪馬其頓。腓力與歐律狄刻被俘並在前317年被處決，使亞歷山大四世成為國王，而奧林匹亞絲實質上是亞歷山大的攝政王。
卡山德於翌年（前316年）回來，再一次征服馬其頓。他围攻奥林匹亚丝、太后、国王于彼得那，最终迫使奥林匹亚丝投降。奧林匹亞絲即時被處決，國王及王太后則在格勞西亞斯的監守下被囚禁於安菲波利斯的一處城堡。前311年，當卡山德、安提柯、托勒密及利西馬科斯在大致和平之下結束第三次繼業者之戰，和約承认亞歷山大四世的權利並明確聲明他將於成年後繼承卡山德成為統治者。

## 逝世
隨著和約之後，阿吉德王朝的支持者聲稱亞歷山大四世應立即執掌全權，而不再需要攝政王。卡山德的反應是關鍵性的：為維持自己的統治，他在前309年密令格勞西亞斯毒殺了年僅十三的亞歷山大四世及其母親羅克珊娜。